# كويكب 2023 DZ2
2023 DZ2 هو كويكب يبلغ قطره 70 مترًا تقريبًا ، ويُصنف كجسم قريب من الأرض لمجموعة أبولو ، وهو في الأصل مصادم افتراضي (VI). شوهد لأول مرة في 27 فبراير 2023 ، عندما كان على بعد  0.11 AU (16 مليون كـم)   من الأرض ، بواسطة تلسكوب إسحاق نيوتن من قبل الدكتور أوفيديو فادوفيسكو ، وفريا بارويل ، وكيران جاس ( ING وعلماء دعم طلاب جامعة شيفيلد ) ضمن مشروع EURONEAR .  سوف يمر بالقرب  بمسافة 174,639 ± 27 كم (108.516 ± 17 ميل) من الأرض في 25 مارس 2023 (اليوم السبت) .  هذا أقل بقليل من نصف المسافة إلى القمر . سيكون هذا أكبر كويكب يقترب منا  منذ عام 2019 .  في 21 مارس 2023 بعد تتبع  قوس مساره  لمدة 66 يومًا ، تمت إزالته من جدول مخاطر الحراسة ، فهو لا يشكل تهديدا للأرض. 
| التاريخ والوقت    | المسافة الاسمية | مقدار عدم التأكد ( 3 سيغما ) |
| ----------------- | --------------- | ---------------------------- |
| 2023-Mar-25 19:49 | 174639 كيلومتر  | ± 27 كيلومتر                 |

سيكون نهج 2023 مرئيًا لعلماء الفلك الهواة الذين لديهم تلسكوبات وتلسكوبات متواضعة مزودة بجهاز استشعار للصور . من 20 إلى 24 مارس 2023 سيكون مرئيًا في كوكبة السرطان .  في حوالي الساعة 17:20 بالتوقيت العالمي من يوم 25 من الشهر ، سوف يضيء الكويكب إلى الحجم الظاهري تقريبًا 10   بينما فوق جنوب شرق آسيا ، وقد يكون مرئيًا في المناظير المكبرة  10 × 50. ولكن في العديد من المواقع ، لن يصبح الكويكب أكثر سطوعًا من قدر ظاهري  12 قبل الغروب ويصبح بعيدا عن مدة مشاهدة المناظير.

## التعريف
تم هذا الاكتشاف ضمن مشروع ParaSOL (الكشف المتوازي لأجسام النظام الشمسي والحطام الفضائي) برعاية UEFISCDI في رومانيا بقيادة الدكتور مارسيل بوبيسكو. تم تحديد NEA الجديدة من قبل البروفيسور كوستين  بولديا  وبواسطة برنامج حاسوبي  STU ParaSOL قام بتطويره  عالم الفلك الهاوي مالين ستانيسكو. الأعضاء الآخرون في تعاون أويرونير الذين شاركوا في تحليل البيانات هم الدكتور ماريان بريداتو وعالمي الفلك الهواة لوسيان كوريلارو  ، ودانيال بيرتيستينو.

## الوصف
تبلغ مقاييس ذلك الكويكب 40–90 متر (130–300 قدم)  وهو يدور حول نفسه كل 6 دقائق وبسعة منحنى ضوئي  
mag  0.57  ويبدو أن شكله مستطيلا  .
قبل الاقتراب من الأرض  كان يتبع مدارًا غريب الأطوار (بانحراف مركزي 0.54) منخفض الميل (0.08 درجة) بالنسبة لمسار الشمس وتبلغ دورته حول الشمس  3.16 سنة ، حيث يتراوح بعده عن الشمس  بين 0.99 و 3.32 وحدة فلكية .  يمر بالأرض في 25 مارس 2023  مما يقلل الفترة المدارية إلى 1098.4 أيام أي نحو 3 سنوات .  ثم يصل إلى الحضيض الشمسي (أقرب اقتراب من الشمس) في 4 أبريل 2023.

## المؤثرات الافتراضية المستبعدة
في 18 مارس 2023 ، عندما كان للكويكب قوس مراقبة مدته 63 يومًا ، بينت الحسابات  الافتراضية للكويكب التي تناسب مقدار عدم اليقين في المسار المعروف ، بينت احتمالًا بنسبة 1 من 430 أن الكويكب يمكن أن يصطدم بالأرض في 27 مارس 2026.  وبعد ثلاثة أيام بعد استمرار المراقبة لمدة 66 يومًا  تمت إزالته من جدول المخاطر المهددة للأرض .  من المعروف الآن أن تغير مسار الكويكب سوف يكون على مسافة  0.030 AU (4.5 مليون كـم)   بمقدار عدم القين يبلغ ± 1 million km من الأرض في وقت الاقتراب المحتمل في 27 مارس 2026.  سيقترب الكويكب من الأرض بأمان في حوالي 3 أبريل 2026 .  وكانت التقديرات الأولية تشير  إلى أن الاصطدام سينتج انفجارًا جويًا علويًا في الغلاف الجوي يعادل 4.5 مليون طن من مادة تي إن تي  ، أي  ما يعادل تقريبًا 214 من الرؤوس الحربية  من نوع  فات مان التي أُسقطت على ناغازاكي ، أو ما يزيد قليلاً عن ثلث حدث تونغوسكا .
| التحليل                                  | مشاهدات المسار القوس (في الايام) | آفاق مختبر الدفع النفاث مركزية الأرض الاسمي المسافة (وحدة فلكية AU) | مقدار عدم التأكد ( 3 سيغما ) | احتمالا التأثير على الأرض | تورينو قدر ظاهري | باليرمو قدر ظاهري (الأعلى) |
| ---------------------------------------- | -------------------------------- | ------------------------------------------------------------------- | ---------------------------- | ------------------------- | ---------------- | -------------------------- |
| مختبر الدفع النفاث رقم 1 (2023-مارس -16) | 2 (31 ساعة)                      | 0.625 AU (93.5 مليون كـم)                                           | ± 700 million km             | 1: 7700                   | 0                | –2.19                      |
| مختبر الدفع النفاث رقم 3 (2023-مارس -17) | 18 (56 ساعة)                     | 0.067 AU (10.0 مليون كـم)                                           | ± 38 million km              | 1: 590                    | 1                | -1.19                      |
| مختبر الدفع النفاث رقم 4 (2023-مارس -18) | 63 (94 أعلاه)                    | 0.036 AU (5.4 مليون كـم)                                            | ± 9 million km               | 1: 430                    | 1                | -1.17                      |
| مختبر الدفع النفاث رقم 5 (2023-مارس -19) | 64 (122 أعلاه)                   | 0.033 AU (4.9 مليون كـم)                                            | ± 4 million km               | 1: 71000 [lower-alpha 3]  | 0                | -3.40                      |
| مختبر الدفع النفاث رقم 6 (2023-مارس -20) | 65 (142 ساعة)                    | 0.033 AU (4.9 مليون كـم)                                            | ± 3 million km               | 1: 38000000               | 0                | –6.14                      |
| مختبر الدفع النفاث رقم 7 (2023-مارس -21) | 66 (182 سابقًا)                   | 0.030 AU (4.5 مليون كـم)                                            | ± 1 million km               | لا شيء                    | غير متاح         | غير متاح                   |
| مختبر الدفع النفاث رقم 8 (2023-مارس -22) | 67 (246 أعلاه)                   | 0.030 AU (4.5 مليون كـم)                                            | ± 1 million km               | لا أحد                    | غير متاح         | غير متاح                   |

مع قوس مراقبة لمدة 63 يومًا ، بلغ ذروته عند تصنيف مقياس باليرمو -1.17  مع احتمال أن تكون احتمالات التأثير أقل بحوالي 15 مرة من مستوى الخطر .
لا يمثل الاقتراب في  أوائل مايو 2029 تهديدًا تصادميا  (مع الأرض) حيث لا تتقاطع المدارات إلا في أواخر مارس.

## روابط خارجية
- قالب:NeoDys
- قالب:ESA-SSA
- كويكب 2023 DZ2 في قاعدة بيانات مختبر الدفع النفاث لأجرام النظام الشمسي الصغيرة

- الاكتشاف · مخطط المدار ·  العناصر المدارية · المعلمات المادية

1. ↑  Minor Planet Designations